# باشگاه فوتبال پادیام
باشگاه فوتبال پادیام (به انگلیسی: Padiham Football Club) یک باشگاه فوتبال در شهر پادیام، کشور انگلستان است که در سال ۱۸۷۸ میلادی تأسیس شده‌است.